# Комарихинское сельское поселение
Комарихинское се́льское поселе́ние — бывшее муниципальное образование, входившее в состав Чусовского муниципального района Пермского края Российской Федерации.
Административный центр — посёлок Комарихинский.

## История
Статус и границы сельского поселения установлены Законом Пермской области от 1 декабря 2004 года № 1892—414 «Об утверждении границ и о наделении статусом муниципальных образований административной территории города Чусового Пермского края»
Упразднено Законом Пермского края от 25 марта 2019 года и вместе с другими муниципальными образованиями Чусовского муниципального района преобразовано путём их объединения в новое муниципальное образование — Чусовской городской округ.

## Население
| 2010  | 2012  | 2013  | 2014  | 2015  | 2016  | 2017  |
| ----- | ----- | ----- | ----- | ----- | ----- | ----- |
| 2610  | ↘2599 | ↘2553 | ↘2513 | ↘2463 | ↘2393 | ↘2368 |
| 2018  | 2019  |       |       |       |       |       |
| ↘2323 | ↘2270 |       |       |       |       |       |

## Населённые пункты
В состав сельского поселения входили 9 населённых пунктов:
| № | Населённый пункт | Тип             | Население |
| - | ---------------- | --------------- | --------- |
| 1 | Берёзовка        | деревня         | ↘12       |
| 2 | Валежная         | посёлок станции | ↘113      |
| 3 | Денисово         | деревня         | ↘13       |
| 4 | Комарихинский    | посёлок         | ↘1125     |
| 5 | Кутамыш          | деревня         | →8        |
| 6 | Кутамыш          | посёлок станции | ↘400      |
| 7 | Лысманово        | деревня         | ↗9        |
| 8 | Селянка          | посёлок станции | ↘300      |
| 9 | Сергинцы         | деревня         | ↘33       |